# Cyphanthera microphylla
Cyphanthera microphylla är en potatisväxtart som beskrevs av John Miers. Cyphanthera microphylla ingår i släktet Cyphanthera, och familjen potatisväxter. Inga underarter finns listade i Catalogue of Life.